# 栃木県道249号黒部西川線
栃木県道249号黒部西川線（とちぎけんどう249ごう くろべにしかわせん）は、栃木県日光市内を通過する一般県道である。

## 概要
日光市栗山地区の中心地域である黒部から山間部に入り、土呂部・湯西川温泉郷を経て西川の会津西街道（国道121号・国道352号重複）交点に至る。終点の西川交差点は湯西川温泉駅や道の駅湯西川が至近である。西川交差点から湯西川温泉郷までの区間は湯西川ダム建設に合わせ新道整備が進められ、2011年に開通した。
路線の大半で廃道化が進められている県道266号中塩原板室那須線を除けば、本県道が栃木県の一般県道で最も距離が長い路線である。

### 路線データ
- 総延長：37.319 km[2]
- 実延長：37.319 km[2]
- 起点：栃木県日光市黒部（栃木県道23号川俣温泉川治線交点）
- 終点：栃木県日光市西川（国道121号、国道352号交点）
- 認定：1961年（昭和36年）4月1日

## 歴史

### 年表
- 1961年（昭和36年）4月1日 - 一般県道として認定。
- 1998年（平成10年） - 湯西川工区（湯西川ダム付替道路）着工[3]
- 2011年（平成23年）7月2日 - 湯西川工区開通[1][3]。開通区間の延長は8.7 kmで、トンネル10本と橋梁17本が整備された[3]。総事業費は300億円[3]。
- 2023年（令和5年）11月28日 - 湯西川地区のメロディーロードが完成[4]。

## 路線状況
- 日光市土呂部の木戸沢橋から湯西川の三河沢橋までの11.5 km の区間は、冬期に通行止めとなる[5]。
- 日光市湯西川の仲内大橋から銚子トンネルまでの下り線140 m の区間は、斉藤和義の「歩いて帰ろう」が流れるメロディーロードとして2023年（令和5年）に整備が行われた[6]。同区間はスピードを出すドライバーが多いことから、「気持ちに余裕を持って運転してほしい」との思いから、同曲が選定された[6]。

### 交通量
24時間自動車類交通量（台/日）
- 日光市西川478-1：3,843

## 地理

### 通過する自治体
- 栃木県
  - 日光市

### 交差する道路
- 栃木県道350号栗山舘岩線（日光市土呂部）